# Mithuna (mois)
Mithuna est un mois dans le calendrier solaire indien,. Il correspond au signe zodiacal des Gémeaux et chevauche environ la deuxième quinzaine de juin et la première quinzaine de juillet dans le calendrier grégorien.
Dans les textes védiques, le mois de Mithuna est appelé Shukra (IAST : Śukra), mais dans ces textes anciens, il n'a aucune association zodiacale. Le mois solaire de Mithuna chevauche son mois lunaire Ashadha, dans les calendriers luni-solaires hindous,. Le Mithuna marque le début de la saison de la mousson sur le sous-continent indien et est précédé du mois solaire de Vrsabha et suivi du mois solaire de Karkaṭa.
Le mois Mithuna est appelé Ani dans le calendrier hindou tamoul. Les textes sanscrits de l'Inde de l'époque ancienne et médiévale varient dans leurs calculs sur la durée de Mithuna, tout comme ils le font pour les autres mois. Par exemple, le Surya Siddhanta calcule la durée de Mithuna à 31 jours, 15 heures, 28 minutes et 24 secondes. En revanche, l'Arya Siddhanta calcule la durée du mois de Mithuna à 31 jours, 14 heures, 34 minutes et 24 secondes.
Mithuna est également un signe astrologique dans les systèmes astrologiques indiens ; signifiant "couple" ou "paire", il correspond aux Gémeaux.
Mithuna est également le quatorzième mois du calendrier darien pour la planète Mars, lorsque le Soleil traverse le secteur ouest de la constellation des Gémeaux vue de Mars.